# Сержант, Рафаил Иванович
Рафаил Иванович Сержант (16 января (28 января) 1897, местечко Гавезно, Столбцовский уезд, Минская губерния (ныне д. Вишневец, Столбцовский район, Минская область) — 3 апреля 1974, Барановичи) — деятель революционного движения в Западной Беларуси, депутат Верховного Совета СССР 1-го созыва.
Происходил из крестьян. С 1916 года служил в армии. С 1920 года — участник революционного движения (сначала в комсомоле, а с 1925 года — в КПЗБ). 30 октября 1925 года за революционную деятельность арестован и приговорен чрезвычайным судом к смертной казни. В дальнейшем приговор заменен на 15 лет тюремного заключения, из которых 10 лет Сержант находился в одиночной камере. Вышел на свободу в сентябре 1939 года, благодаря освобождению Западной Белоруссии Красной армией. С сентября 1939 года — на советской и хозяйственной работе, в том числе в облисполкоме. В 1941—1945 гг. добровольцем сражался на фронтах Великой Отечественной войны. В 1940—1946 гг. был депутатом Верховного Совета СССР 1-го созыва. После войны работал в Барановичах. Награждён орденами Ленина, Отечественной войны I и ІІ степени, медалями.

## Память
- Улица Сержанта в Барановичах